# Peter Hartmann
Peter Hartmann (Amburgo, 19 giugno 1921 – Ginevra, 14 novembre 2007) è stato uno scultore svizzero conosciuto per le sue sculture in bronzo, alcune delle quali esposte in spazi pubblici a Ginevra.

## Biografia
Nasce ad Amburgo il 19 giugno 1921 da padre svizzero e madre tedesca. Trascorre la sua infanzia al Cairo, in Egitto, dove suo padre è direttore della Compagnia del Gas.
Dopo aver completato la sua formazione presso la scuola internazionale del Cairo, i genitori lo inviano in Germania per iniziare la sua istruzione superiore. Consegue il diploma di maturità nel 1939. Peter vorrebbe diventare scultore, ma per andare incontro al desiderio del padre si iscrive alla facoltà di architettura a Berlino. Presto è costretto ad interrompere gli studi a causa della guerra e finalmente riesce a lasciare la Germania per recarsi in Svizzera, a Ginevra.  Qui inizia finalmente gli studi di scultura col maestro Henri Paquet.
Nel 1946 Hartmann torna al Cairo dove crea il suo primo laboratorio nel garage dei genitori. Successivamente, viaggia attraverso l'Europa scolpendo e studiando a Firenze, Positano e Parigi, per stabilirsi infine a Ginevra nel 1950, città dove ha svolgerà la maggior parte della sua carriera.
Nel 1957 Hartmann riceve la sua prima grande commissione, una statua della Vergine con il bambino Gesù sulla spalla per la parrocchia di Christ-Roi a Petit-Lancy.
Nel 1959 si tiene la sua prima mostra personale.
Alla fine del 1968 ottiene la sua commissione più importante, la statua di Charles Pictet de Rochemont, installata sulla Promenade de la Treille a Ginevra.
Parallelamente alla sua attività di scultore, Hartmann lavora come restauratore presso il Museo di Arte e Storia.
Nel periodo che trascorre a Positano conosce Isa Bartalini dalla quale avrà una figlia, Lilia Hartmann. 
Alla fine degli anni '90, affetto dal morbo di Parkinson, cessa l'attività professionale.
Muore a Ginevra il 14 novembre 2007.